# Психи
«Психи» — российская драма, дебютная полнометражная кинокартина автора и режиссёра Алексея Китайцева. Фильм основан на реальных событиях. Премьерный показ ленты состоялся 27 июня 2016 года на Московском международном кинофестивале в рамках «Российских программ 38-го ММКФ». Мировая премьера
фильма прошла 20 мая 2016 года в Нью-Йорке в рамках конкурсного показа «Нью-Йоркского Рабочего Фестиваля», где картина получила главный приз — «Лучший игровой фильм».

## Сюжет
В картине нет прямого указание на время и место действия, но из сюжета становится понятно, что события происходят в Москве в конце первого десятилетия двадцать первого века. Два молодых парня, поклонники музыки психобилли, называют себя фашистами. Их обвиняют в убийстве активиста антифашистского движения, который погиб в результате подстроенной акции на митинге. Они попадают в водоворот событий совершенно от них независящих и сталкиваются с настоящими представителями движения ультраправого толка. Так или иначе, но им приходится нести ответственность за свои псевдоубеждения.

## В ролях
| Актёр                | Роль                        |
| -------------------- | --------------------------- |
| Илья Антоненко       | Рэбэл                       |
| Кристина Асмус       | Майя                        |
| Матвей Зубалевич     | Гонза                       |
| Даниил Вахрушев      | Трифон панк                 |
| Ростислав Бершауэр   | Петрович арт директор клуба |
| Егор Харламов        | Горох лидер антифашистов    |
| Вероника Вернадская  | Алла однокурсница Рэбела    |
| Алексей Самолётов    | журналист                   |
| Марина Васильева     | подруга Гонзы               |
| Юрий Маслак          | Ганс                        |
| Егор Тимцуник        | Череп                       |
| Сергей Неудачин      | Витя                        |
| Екатерина Берлинская | гостевой редактор           |

## Цитаты и отзывы
Режиссёр и автор фильма Алексей Китайцев в интервью «Российской газете»:
— Мне нравится термин «гламурный фашизм», потому что он отражает смысл распространения национал-социализма именно в наше время, когда разговор идет от формы к сути… Вначале — внешний вид, красивые эти все штуки, дальше — поверхностные лозунги, упоминания о том, что Гитлер первым начал борьбу с курением и основал культ ЗОЖ. А потом тебе говорят, что осталось всего лишь ещё душу продать…

Исполнительница главной женской роли Кристина Асмус о съемках в фильме:
— Для меня фильм «Психи» — особое событие. Такого психологического и актёрского опыта, у меня ещё не было. В подготовительный период мы всей актёрской группой устраивали вылазки по злачным местам, где собираются маргиналы. Например, мы тусовались на Чистых прудах с панками и готами. Причем, прямо в образе и с полным погружением. Меня, кстати, ни разу никто не узнал.

Рецензия на фильм кинопортала Film.ru:
Забавная, но слишком уж нелепая трагикомедия об убежденном московском неонацисте, который влюбляется в девушку с противоположными взглядами.

Рецензия на фильм интернет портала Киноафиша:
Тем не менее, несмотря на такой сумбур, смотреть «Психов» довольно интересно. Проблем с драйвом и энергетикой, в целом, у фильма нет. Да и с актёрами ему повезло. На Илью Антоненко, пожалуй, стоит обратить внимание: парень очень обаятельный и на редкость органичный.

## Премии и участие в фестивалях
- «Лучший игровой фильм»[4] на «Нью-Йоркском Рабочем Фестивале»[3], Соединённые Штаты Америки.
- «Лучшая драма месяца» на ежегодном международном фестивале в Лос-Анджелесе, Соединённые Штаты Америки Hollywood Boulevard, так же фильм был номинирован на премию как «Лучшая драма», «Лучший режиссёр», «Лучшая женская роль»[10].
- «Лучший монтаж» на ежегодном международном фестивале NEZ в Калькутте, Индия[11].
- «Специальный приз жюри» на ежегодном международном фестивале в Берлине, Германия, ifab 2016[10].
- «Лучшая операторская работа» на Чебоксарском международном кинофестивале[12].
- Главный приз на ежегодном международном фестивале «ВОСТОК&ЗАПАД. Классика и авангард» — «Золотой Сарматский Лев» за лучшую мужскую роль в Оренбурге, Россия[13].
- Номинирован на международном фестивале Мирового Кино в Милане, Италия в категориях «Лучший фильм», «Лучший сценарий», «Лучший режиссёр», «Лучшая мужская роль», «Лучший актёр второго плана»[14].
- Номинирован на международном фестивале в Ричмонде, Соединённые Штаты Америки в категориях «Лучший фильм», «Лучший режиссёр», «Лучший сценарий»[14].
- Номинирован на международном фестивале Феникс в Мельбурне, Австралия в категории «Лучший игровой полнометражный фильм с микробюджетом»[15].